# Завыки
Завы́ки (пол. Zawyki) — деревня в Белостокском повете Подляского воеводства Польши. Входит в состав гмины Сураж. По данным переписи 2011 года, в деревне проживало 328 человек.

## География
Деревня расположена на северо-востоке Польши, на правом берегу реки Нарев, на расстоянии приблизительно 26 километров (по прямой) к югу от города Белостока, административного центра повета. Абсолютная высота — 125 метров над уровнем моря.

## История
Согласно «Указателю населенным местностям Гродненской губернии, с относящимися к ним необходимыми сведениями», в 1905 году в селе Завыки проживало 590 человек. В административном отношении село входило в состав Завыковской волости Белостокского уезда (2-го стана).
В период с 1975 по 1998 годы деревня являлась частью Белостокского воеводства.